# Salpis nigrivenosa
Salpis nigrivenosa är en fjärilsart som beskrevs av Frederick H. Rindge 1973. Salpis nigrivenosa ingår i släktet Salpis och familjen mätare. Inga underarter finns listade.